# ストーンエイジ (ゲーム)
ストーンエイジ（StoneAge）は、日本システムサプライによって開発された国産オンラインゲーム(MMORPG)。石器時代をテーマにした独特の世界観や可愛らしいキャラクターが特徴。しかし、1999年という日本ではオンラインゲームすら広く認知されていなかった頃に開発されたこともあり、ヒットには至らなかった。
日本システムサプライの倒産により、2001年3月31日にサービスを終了した。2000年10月頃に既に業務継続困難な状態に陥っていたが、システム管理会社のゲーマーズドリーム(NTTデータ)によって数ヶ月間はサービス提供が継続された。
その後版権は株式会社デジパークに移り、2003年12月よりボーステックが日本でのサービスを開始している。しかし運営権を破棄し、2005年4月からガイアックスがサービスを提供した。そして2007年4月からはUTDエンターテインメントへ委託、同年9月からはデジパークが運営していた。2010年2月24日の17:00をもって、全てのサービスを終了した。
2014年3月27日よりCJインターネットジャパンからストーンエイジ MobileとしてAndroid版およびiOS版のサービスを開始した。

## 概要
ゲームの世界は石器時代をテーマにしているため、骨や石などのデザインを多用しており、遺跡や洞窟なども登場する。違和感なく世界観に浸ることができる。通貨は「ストーン」。通貨を地面に落とした際、金額によって石の大きさが変わる点など、実に丁寧に作られている。
しかし、石器時代といえども現代的なアレンジがなされており、多彩なアイテムを販売するコンビニエンスストアや、マンモスによって運行されるマンモスバスが登場する。アルバイトをすることすら可能である。

## 時間や気象の概念
大変古い時期に作られたゲームながら、最新ゲームでも珍しい夜や昼の概念が存在する。雨や雪が降ることもある。ゲームマスターの操作によって紙吹雪を吹かせることすら可能である。
特定の時間だけ入場が可能なダンジョン(洞窟)や、出現するモンスターも少なくない。

## 経済システム
石器時代と言えども経済は存在する。プレイヤーはモンスターが稀に落とす「肉」などのアイテムを販売することで通貨「ストーン」を得ることができる。このゲームは「肉」は「肉屋」でのみ売買でき、「槍」は「武器屋」でのみ売買できる。現実世界と同じく、一つの店で全てのアイテムを売却できるわけではないのである。
ギャンブル要素として「宝くじ」が用意されている。200ストーン支払うことで1枚の宝くじを購入することができ、アイテム画面で宝くじをクリックすることで1から6までの6桁の数字がランダムに決定される。この6桁の数字のうち、3度出現した数字の等級が当選となる。例えば「222356」であったなら、2等が当選しているというわけだ。2等から6等まではストーンが支払われるが、1等は非常に珍しい高価なペットである。

## エンカウント対戦
MMORPGにありがちなモンスターがフィールド上を行き交うのではなく、ドラゴンクエストシリーズなどのコンシューマーゲームに代表されるエンカウント対戦を採用している。
村の外のモンスターが現れるフィールド上を移動していると、一定の確率でエンカウント対戦モードに移動する(敵との遭遇)。俊敏さパラメーターが高いほうが先制攻撃を仕掛けることができ、その後は順番にアクションを指定して対戦する。「攻撃」「防御」「捕獲」「スキル」「アイテム」など、様々なアクションが用意されており、戦略的な対戦が可能である。

## モンスターとペット
敵として現れるモンスターは、弱らせて「捕獲」することでペット化することが可能。5体までの同時保有が可能。ペット化したモンスターは対戦時に一体だけ味方として参加させることができる。ペットに関わる様々な操作が可能な「ペットショップ」では、ペットの保管や売却、スキルの習得が可能である。ペットが習得したスキルは、戦闘時に使用できるものや、非戦闘時に使用できるものなど多様に用意されている。

## 料理と合成
ペット(保有できるモンスター)に「料理」スキルを覚えさせることで、数百を超える素材を組み合わせて料理を行うことができる。完成した料理は消費アイテムとして使用でき、NPCが販売しているアイテムより安価で高性能なものも少なくない。
料理と同じく、不要な装備品と「カメの甲羅」などの素材を組み合わせて「合成」することで、より良い装備品などを作り出すことができる。
これらは組み合わせによって数百を軽く超えるアイテムを生み出すことができる。